# Capadócia (província romana)
Província da Capadócia foi uma província romana localizada na antiga região da Capadócia na Ásia Menor, a área centro-oriental da Anatólia na moderna Turquia. Ao longo dos séculos de dominação romana e bizantina da região, a província teve diversas configurações e só desapareceu definitivamente depois da conquista seljúcida no século XI, depois da desastrosa Batalha de Manzicerta (1081).
Ela foi criada inicialmente em 17 d.C. pelo imperador Tibério (r. 14–37) depois da morte do último rei da Capadócia, Arquelau, e sua capital sempre foi Cesareia.

## Província de Tibério
A política leniente de Roma em relação ao Reino da Capadócia mudou depois da morte de Augusto em 14 d.C. no reinado Tibério. Anos antes, ele havia sido ofendido por Arquelau, que declarou sua preferência por Caio César, um dos netos de Augusto e seu herdeiro aparente. Quando Tibério estava em seu retiro na ilha de Rodes, entre 6 a.C. e 2 d.C., embora ainda fosse o comandante nominal da metade oriental do império, em 1 a.C. Arquelau reconheceu Caio César, na época um general subordinado a Tibério, como o legítimo representante de Augusto. Embora ele fosse de fato o herdeiro preferido de Augusto, sua morte em 4 d.C. numa campanha militar na Armênia forçou o imperador a adotar Tibério e nomeá-lo seu sucessor.
Assumindo o trono em 14 d.C., Tibério imediatamente alterou a política externa imperial no oriente. Desejando se apossar dos recursos naturais da Capadócia e reduzir o poder de Arquelau, Tibério convocou-o a Roma em 17 d.C. Na época, ele já governava a Capadócia como cliente de Roma por mais de cinquenta anos. Ao chegar, Tibério acusou-o de tramar contra Roma e prendeu-o, mas ele morreu de causas naturais logo em seguida.
Tibério anexou a Capadócia e reduziu-a a uma província romana, enviando seu filho adotivo, Germânico, para supervisionar o oriente. O imperador também nomeou o enteado de Arquelau, Artaxias III, como monarca do Reino da Armênia e o filho dele, Arquelau II rei da Cilícia. Chegando ao oriente em 18 d.C., Germânico consolidou o poder romano na Capadócia e nas regiões vizinhas. Sob ordens do imperador, ele também anexou o vizinho da Capadócia para o sudeste, o Reino de Comagena e anexou seu território à província da Síria.
Durante boa parte do século I, Polemão II do Ponto governou como um rei cliente sobre o que restava do antigo Reino do Ponto (a Armênia Menor e a Cólquida). Porém, em 62 d.C., Nero o depôs e anexou seu reino, incorporando o território à província da Capadócia.
Com o Eufrates como fronteira no leste, a Capadócia era a mais oriental das províncias romanas. Sua capital, Cesareia (Caesarea, a moderna Kayseri), estava localizada na região central da Anatólia, longe da fronteira parta. Com a anexação, a província passou a ser governada por um governador da ordem equestre com o título de procurador. Eles comandavam apenas forças auxiliares e recebiam orientações do legado imperial propretor (legatus augusti pro praetore), de estatuto senatorial.
Depois da guerra civil romana de 69, o imperador Vespasiano promoveu a província ao estatuto senatorial, tornando seu governador de mesmo nível que o da Síria. Como província senatorial por todo o segundo século, a Capadócia foi guarnecida por três legiões e diversas forças auxiliares, totalizando mais de 28 000 soldados. A presença militar na Capadócia servia principalmente como força de reação contra as invasões do Império Parta e permitia que os romanos interviessem rapidamente nos assuntos internos da Armênia.
O primeiro capadócio a ser admitido no senado romano foi Tibério Cláudio Gordiano durante o reinado de Marco Aurélio, em meados do século II.

## Tetrarquia
Depois da reorganização das províncias de Diocleciano (r. 284–305), os territórios pônticos e armênios foram separados da Capadócia e a província foi reduzida ao tamanho da região da Capadócia propriamente dita. Ela passou a ser governada por um consular (consularis) e foi subordinada à Diocese do Ponto, na Prefeitura pretoriana do Oriente. Ali localizavam muitas propriedades imperiais, como atesta a legislação da época.
O Cristianismo expande-se principalmente nos séculos III e IV, apesar das perseguições de Diocleciano em 303 e 304, testemunhadas por Eusébio de Cesareia.
No fim da década de 330, a metade oriental da província foi destacada para formar as novas províncias da Armênia Prima e Armênia Secunda. 
Na segunda metade do século IV, numerosas comunidades monásticas são estabelecidas na região, impulsionadas pelo bispo de Cesareia (atual Kayseri), Basílio (São Basílio), influência dos mosteiros da Palestina e do Egito. Basílio opunha-se ao arianismo, então no seu auge, e que era favorecido pelo imperador Valente. Para enfraquecer a autoridade de Basílio, Valente separou a região noroeste à volta de Tiana, que tornou-se a Capadócia Secunda (ou Capadócia II), que era governada por um presidente e foi entregue a um bispo ariano, enquanto que o resto tornou-se a Capadócia Prima (ou Capadócia I), ainda governada por um consular.

## Império Bizantino
No período entre 535 e 553, no reinado de Justiniano I, as duas províncias foram reunidas numa única unidade administrativa governada por um procônsul. 
Em 536, o imperador Justiniano cria a diocese de Mocisso (atualmente Kırşehir). Nesse período as basílicas e outras igrejas multiplicam-se. É nesta época que surgem as primeiras igrejas rupestres. Como a maioria das casas da região, estas eram escavadas na rocha, sendo estas cavernas artificiais depois decoradas e acondicionadas. Atualmente ainda existem centenas de igrejas na região.
No ano 613, a província foi temporariamente conquistada pelos Sassânidas. Entretanto, o imperador Heráclio conseguiu recuperá-la em 629.
Em 647, Moawiya, governador da Síria, entra na Capadócia e apodera-se de Cesareia, um episódio que marca o início de um período de frequentes raides árabes que se prolongariam até ao século IX. Este estado de coisas motivou o reaproveitamento e expansão das infraestruturas subterrâneas já existentes  para servirem de vastos refúgios de pessoas e bens. A região então tornou-se uma zona fronteiriça quando o novo sistema temático foi adotado e a ela foi dividida entre os temas Anatólico e Armeníaco.
Professada desde o início do século VIII, a iconoclastia repudia as imagens de figuras sagradas, para evitar a idolatria. Leão III, o Isauro adere a essa corrente em 726, iniciando o chamado período iconoclasta bizantino, durante o qual muitas obras de arte, nomeadamente pinturas, são danificadas ou destruídas, algo que também afetou grandemente as igrejas da Capadócia. O sucessores de Leão seguem-lhe as pisadas, vendo nisso uma forma eficaz de limitar o poder crescente dos mosteiros. A proibição de imagens só terminaria em 843.
Após um período sombrio, as vitórias do imperador Nicéforo II Focas, na segunda metade do século X restabelece a paz na Capadócia, de onde a sua família era originária. As cidades e aldeias prosperam e atraem novas populações, na maior parte de cultura grega, mas de diversas origens. Também aí se instalam muitos arménios, aliados dos bizantinos na defesa das fronteiras orientais. A emigração arménia acentuou-se após a invasão seljúcida da Arménia. A presença arménia na Capadócia era tal no tempo das Cruzadas que os Cruzados chamavam à região "Terra Hermeniorum (terra dos arménios). Datam desta época, chamada de Renascença macedónica, grande parte das igrejas rupestres ainda existentes.

## Sés episcopais
As sés episcopais da província que aparecem no Annuario Pontificio como sés titulares são:
- Camuliana
- Cesareia Mázaca
- Císcisso (Keskin)
- Coloneia (Aksaray)
- Doara (Hacıbektaş)
- Faustinópolis
- Heracleia Cibistra
- Nazianzo
- Sásima